# Caserma Garibaldi
La caserma Garibaldi (già quartiere militare di San Giovanni a Carbonara) è un edificio storico di Napoli, originariamente realizzato per essere destinato ad usi militari, che sorge all'angolo tra via Foria e via Cesare Rosaroll (già tratto dell'originario corso Garibaldi).

## Storia e descrizione
Fu realizzata attorno alla metà del XIX secolo adoperando il convento degli agostiniani di San Giovanni a Carbonara. Nella struttura furono inglobate anche due torri rinascimentali che univano le cortine difensive settentrionale e orientale e che furono ristrutturate e ampliate in altezza. Il tratto di mura che le due torri contenevano fu sostituito da un nuovo corpo di fabbrica che costituisce la facciata principale della caserma.
Ospitò nel periodo borbonico la scuola militare, un collegio destinato ai figli dei militari distintisi per le loro azioni e destinati a diventare sottufficiali, i migliori potevano accedere al Real Collegio Militare della Nunziatella per diventare ufficiali,  poi accolse anche due reggimenti di fanteria e in seguito il Reggimento Real Marina. La caserma ha ospitato reparti delle Forze Armate anche in seguito all'unità d'Italia, quando ebbe la denominazione di caserma Garibaldi (dal momento che al suo fianco scorreva il tratto finale del corso Garibaldi, tratto in seguito denominato via Cesare Rosaroll) prima di essere utilizzata dall'amministrazione della giustizia.

## Progetti
Inserita oggi nell'ambito di un progetto di riqualificazione ambientale ed architettonica che coinvolge tutta la zona circostante, l'ex-caserma, appena i giudici di pace saranno trasferiti al centro direzionale, dovrebbe diventare una “cittadella culturale”, dove localizzare la nuova sede della sovrintendenza archeologica e realizzare ampi spazi espositivi e museali, provvedendo alla valorizzazione dei giardini che si estendono a ridosso di essa per complessivi 7.740 m2.
Nello specifico il progetto prevederebbe la creazione del “Museo Angioino” nell'ala alle spalle dell'ingresso principale e la collocazione degli uffici all'interno del corpo centrale che dà su via Foria, nonché il disvelamento ed il recupero del tracciato aragonese e l'istituzione di un Istituto di storia del cinema e dell'industria cinematografica, con annesso centro di documentazione e videoteca sul Mezzogiorno. Nel nuovo complesso, una volta terminato ed inaugurato, dovrebbe trovare spazio anche la biblioteca dell'Istituto italiano per gli studi filosofici, composta da 300 000 volumi e sita finora in palazzo Serra di Cassano.